# Francis Davis (Journalist)
Francis Davis (* 30. August 1946 in Philadelphia; † 14. April 2025 ebenda) war ein US-amerikanischer Autor und Journalist. Bekannt wurde er als Jazzkritiker von The Village Voice und The Atlantic Monthly.

## Leben und Wirken
Davis studierte von 1964 bis 1969 an der Temple University. Anfang der 1980er Jahre begann er sich als Jazzkritiker für The Philadelphia Inquirer zu betätigen. Daneben schrieb er Artikel im Themenspektrum von Seinfeld bis Johnny Cash, die u. a. in The Atlantic Monthly erschienen, ferner über Frank Sinatra und den Komponisten Anthony Davis. Er führte für die New Yorker Zeitschrift The Village Voice eine Reihe von Interviews, u. a. mit Betty Carter, Sonny Rollins, Wynton Marsalis, Sun Ra und mit der früheren Filmkritikerin des New Yorker, Pauline Kael, aus dem das Buch Afterglow: A Last Conversation with Pauline Kael entstand.
Davis erhielt 1992 ein Guggenheim Fellowship, 1993 ein Pew Fellowship. Mehrmals wurde er mit dem ASCAP Deems Taylor Award geehrt; 1998 wurde er (zusammen mit Martin Williams und Dick Katz) für den Grammy Award für seine Liner Notes zu dem Album Jazz Piano der Smithsonian Collection of Recordings nominiert. 2007 erhielt er den Preis für das Lebenswerk im Jazz-Journalismus (Jazz Journalism Lifetime Achievement) der Jazz Journalists Association. Bei den Grammy Awards 2009 wurde er für seinen Essay im Begleittext der Neuausgabe von Kind of Blue: 50th Anniversary Collector's Edition ausgezeichnet. Er arbeitete auch für Radio und Film, außerdem hielt er Kurse über Jazz und Blues an der University of Pennsylvania. Davis lebte in Philadelphia und war mit Terry Gross verheiratet, die als Produzentin und Moderatorin des NPR-Programms Fresh Air tätig ist.

## Werke
- In the Moment: Jazz in the 1980s (Oxford University Press, 1986)
- Outcats: Jazz Composers, Instrumentalists, and Singers (Oxford University Press, 1990)
- The History of the Blues (Hyperion, 1995)
- Bebop and Nothingness: Jazz and Pop at the End of the Century (Schirmer, 1996)
- Like Young (Da Capo, 2001)
- Afterglow: A Last Conversation with Pauline Kael (Da Capo, 2002)
- Jazz and Its Discontents: A Francis Davis Reader (Da Capo, 2004)